# بنجامين كارون
بنجامين كارون (بالإنجليزية: Benjamin Caron) هو مخرج بريطاني، ولد في 2 يوليو 1976 في ميدلاند الغربية في المملكة المتحدة.

## الأعمال

### أفلام
- الليل يأتي دائما (2025)

## وصلات خارجية
- الموقع الرسمي
- بنجامين كارون على موقع IMDb (الإنجليزية)
- بنجامين كارون على موقع قاعدة بيانات الفيلم (الإنجليزية)